# Vrbas ’92 hadművelet
A Vrbas '92 hadművelet (szerbül: Операција Врбас '92) egy a Boszniai Szerb Köztársaság Hadserege (Vojska Republike Srpske – VRS) által 1992 júniusában–októberében, a boszniai háború idején végrehajtott katonai offenzíva volt. A hadművelet célja a közép-boszniai Jajca város körüli, a Horvát Védelmi Tanács (Hrvatsko vijeće obrane – HVO) és a Bosznia-Hercegovinai Köztársaság hadserege (Armija Republike Bosne i Hercegovine – ARBiH) által ellenőrzött, a szerb ellenőrzésű területekbe ékelődő övezet megsemmisítése volt. A harcok intenzitása jelentősen változott, és több jelentős VRS támadó erőfeszítést is magában foglalt, amelyeket a harcok viszonylagos elcsendesedése követett. Jajca 1992. október 29-én került a VRS kezére, és a város elfoglalását az összes mecset és római katolikus templom lerombolása követte.
A harcok a boszniai szerb fővárostól, Banja Lukától délre javították a VRS kommunikációs vonalak biztonságát. Az elfoglalt területről 30-40 ezer ember kényszerült kitelepülni, amit külföldi megfigyelők a boszniai háború „legnagyobb és legnyomorúságosabb kivándorlásának” neveztek. Az ARBiH és a HVO jajcai erői ugyan számbeli fölényben voltak és jobban fel voltak fegyverezve, de egységeiket működési zavarok sújtották, amit tetézett a két erő által a harcok során fenntartott külön parancsnoki és irányítási struktúrák közötti koordináció hiánya. Jajca védelme a horvát-bosnyák kapcsolatok fokozatos romlásától, valamint az utánpótlási útvonalon bekövetkezett, az ARBiH és a HVO közötti összecsapásoktól is szenvedett. Végül maga a csata kimenetele is további bosnyák–horvát ellenségeskedést eredményezett, ami végül a horvát–bosnyák háborúhoz vezetett. A VRS az ARBiH–HVO szövetség szétszakítását a hadművelet igen jelentős eredményének tekintette.

## Előzmények
Mivel a Jugoszláv Néphadsereg (Jugoslovenska narodna armija – JNA) a Vance-terv elfogadását és végrehajtásának megkezdését követően kivonult Horvátországból, 55 000 Bosznia-Hercegovinában született tisztjét és katonáját az új boszniai szerb hadsereghez vezényelték át, amelyet később Boszniai Szerb Köztársaság hadserege (Vojska Republike Srpske – VRS) névre kereszteltek át. Ezt az átszervezést a Bosznia-Hercegovinai Szerb Köztársaság 1992. január 9-iki kikiáltása követte, mely megelőzte a Bosznia-Hercegovina függetlenségéről szóló 1992. február 29. és március 1. között megtartott népszavazást. A függetlenségi nyilatkozatra később a boszniai szerbek a boszniai háború ürügyeként hivatkoztak. Április 4-én a JNA tüzérsége megkezdte Szarajevó ágyúzását. Ezzel egy időben a JNA és a boszniai szerb erők a Kupres-fennsíkon összecsaptak a HVO-val, és április 7-re elfoglalták Kuprest.
A JNA és a VRS Bosznia-Hercegovinában a Bosznia-Hercegovinai Köztársaság hadseregével (ARBiH) és a Horvát Védelmi Tanáccsal (HVO) állt szemben, amely a bosnyákok uralta központi kormányzatnak, illetve a boszniai horvát vezetésnek, valamint a Horvát Hadseregnek (Hrvatska vojska – HV) – amely alkalmanként támogatta a HVO hadműveleteit – volt alárendelve. Április végén a VRS 200 000 katonát, több száz harckocsit és páncélos szállító járművet (APC) és tüzérségi eszközt tudott bevetni. A HVO és a Horvát Védelmi Erők (Hrvatske obrambene snage – HOS) megközelítőleg 25 000 katonát és egy maroknyi nehézfegyvert tudott kiállítani, míg az ARBiH közel 100 000, nagyrészt felkészületlen katonával rendelkezett, akiknek kevesebb mint felének volt kézifegyvere, és gyakorlatilag nem volt nehézfegyvere. A különböző erők fegyverkezését az ENSZ 1991 szeptemberében bevezetett fegyverembargója akadályozta. 1992. május közepére, amikor azok a JNA-egységek, amelyek nem kerültek át a VRS-be, kivonultak Bosznia-Hercegovinából az újonnan létrehozott Jugoszláv Szövetségi Köztársaságba. A VRS Bosznia-Hercegovinának körülbelül 60 százalékát ellenőrizte.
Annak ellenére, hogy a boszniai szerbek és boszniai horvátok által május elején megkötött, Bosznia-Hercegovina felosztását célzó grazi megállapodás a két csoport közötti ellenségeskedések megszüntetését jelentette, júniusban Kelet-Hercegovinában (Sakál hadművelet), a Száva völgyében (Korridor ’92 hadművelet) és Bosznia-Hercegovina északi részén súlyos harcok törtek ki a HVO és a VRS között.

## A hadművelet lefolyása
Míg a Korridor ’92 hadművelethez kapcsolódó harcok még tartottak, a VRS felkészült arra, hogy Bosznia-Hercegovina középső részén, Jajca városa körül megtámadjon és megsemmisítsen egy beékelődést, amelyet a HVO és az ARBiH közösen tartott kézben. Innen ugyanis fokozott veszély fenyegette a VRS által birtokolt Banja Lukától délre húzódó boszniai szerb kommunikációs vonalakat, és a terület két vízierőművet is tartalmazott, amelyek fontosak voltak Banja Luka és vidéke elektromos ellátása szempontjából. A beékelődést 3400 és 5500 közötti HVO és ARBiH katona tartotta, akik a nehéz terepen emelt erős erődítmények személyi állományát képezték. A VRS az 1. krajinai hadtest 30. gyaloghadosztályának 7000–8000 katonáját vezényelte a Vrbas '92 hadművelet végrehajtására. A 30. hadosztály Stanislav Galić ezredes parancsnoksága alatt állt, majd őt szeptember elején Dragan Marčetić ezredes nem váltotta fel a parancsnoki tisztségben. A VRS-csapatok közé tartozott az 1., 11. és 17. könnyű gyalogsági dandár, valamint az 1. vegyes páncéltörő tüzérzászlóalj. A számbeli fölény mellett a VRS egyértelmű fölényt mutatott a páncélosok tekintetében is. Az alakulatokat 20-30 harckocsi, és 30-50 nehéztüzérségi eszköz egészítette ki. Jajca védelmét az önkormányzati válságközpont szintjén Midhat Karadžić polgármester szervezte, míg a jajcai HVO erőket Stjepan Blažević irányította.

### A kezdeti harcok
A jajcai beékelődést egy keskeny folyosó kötötte össze a bosnyák és horvát erők által ellenőrzött területekkel, amelyen keresztül egy 40 kilométeres út vezetett Travnik városáig. Júliusban a VRS megpróbálta elvágni ezt az ellátási folyosót és elszigetelni Jajcát Travniktól, de a támadásoknak nem sikerült jelentős előrelépést elérniük. Ez arra késztette a VRS-t, hogy Jajca felé tartó három különálló támadási irányban, fokozatosan nyomuljon előre. A lépés célja az volt, hogy minimálisra csökkentsék a VRS áldozatainak számát, és lehetővé tegyék a HVO és az ARBiH várost védő erőinek szisztematikus felszámolását. Az ARBiH-HVO szövetség azonban nagyrészt a terület hegyvidéki környezetének köszönhetően sikeresen védte meg Jajcát a VRS-től. Ugyanebben a hónapban elkezdődött a viszály a Horvát Demokratikus Unió (HDZ) és a Demokratikus Akció Pártja (SDA) között, melynek következtében a HVO erőszakkal feloszlatta a bosnyákok vezette jajcai háborús elnökséget, és cserébe egy horvátbarát elnökséget helyezett.
A VRS augusztus közepén indította meg az első nagyobb támadást a Jajcába nyugatról vezető út mentén. A támadás áttörte a város védelmét, és a VRS két kilométerre közelítette meg a várost. Az áttörés után a frontvonal közel egy hónapig stabilizálódott, majd a VRS újabb csapást mért Jajca védőire. A támadás délnyugat felől érkezett, és a védők a várostól egy kilométeren belülre szorultak vissza. Jajca felmentése érdekében az ARBiH és a HVO Bugojnótól és Novi Travniktól északra közös támadást indított a Jajcát megtámadó VRS-erő szárnyán előnyomuló erők ellen, de az offenzíva kudarcot vallott, mivel egyáltalán nem nyert teret, és alig volt hatással a VRS Jajca környéki támadásaira. A VRS folytatta Jajce lövését, és kis léptékű légicsapásokat indított a térségben. Emiatt az Egyesült Nemzetek Szervezete (ENSZ) egész Bosznia-Hercegovinát repüléstilalmi övezetté nyilvánította. A Központi Hírszerző Ügynökség (CIA) elemzése arra a következtetésre jutott, hogy lehetséges, hogy az ARBiH–HVO ellentámadás kudarca késztette a HVO-t arra, hogy október elején rövid időre fegyverszünetben állapodjon meg a VRS-szel. A tűzszünet mellett a megállapodásban azt is megígérték, hogy a boszniai szerbek a szerbek leállítják az offenzívát, és a jajcai vízerőművekről áramellátást biztosítanak a városnak.

### A végső támadás
A nyár végén az ARBiH és az HVO közötti kapcsolatok a közeli Prozor város és Novi Travnik térségében megromlottak. A feszült viszony gyorsan eszkalálódott, és október 18-án Novi Travnikban a két erő közötti fegyveres összecsapáshoz vezetett. A térségben kis léptékű konfliktusok kiterjedtek, és a két erő három nappal később, október 21-én, a Jajca felé vezető utánpótlási útvonalon az ARBiH előző nap felállított útzára következtében harcba szállt egymással. Ahogy az útlezárást felszámolták,  másnap Vitez városában újabb összecsapás történt.A fejlemények azt is jelentették, hogy a jajcai védők lőszerrel való ellátása nem tudott továbbjutni Prozornál, és arra késztette a HVO Közép-Bosznia Műveleti Zóna parancsnokát, Tihomir Blaškić ezredest, hogy fontolóra vegye a HVO csapatai egy részének kivonását Jajcáról, annak érdekében, hogy újra szabaddá tegye a Jajca–Prozor útvonalat. Blaškić pozícióját a HVO főhadiszállása is gyengítette, amikor október 18-án, megelőzve a HV Dubrovnik hátországát célzó Vlaštica hadműveletét, a rendelkezésére álló nehézfegyverek egynegyedét Čapljinába szállították. Az általánosan megromlott viszony a HVO és az ARBiH között vívott prozori csatában tetőzött. A csata közvetlenül azután, hogy az Egyesült Nemzetek Védelmi Erőinek (UNPROFOR) sikerült megnyugtatnia a helyzetet Vitezben és Novi Travnikban, október 23-án kezdődött. A Prozorban és környékén folyó harcok befejezéséről a megállapodást október 26-án kötötték meg, és két nappal később lépett hatályba.
A VRS megragadta az alkalmat, hogy az ARBiH–HVO összecsapások közepette újabb előrenyomulást indítson Jajca felé, és október 25-én három irányból támadott a város felé. Konfliktusukat félretéve a Jajcábe telepített HVO és az ARBiH négy napig harcolt vállvetve, mielőtt a VRS erői október 29-én behatoltak a városba. Mivel a város VRS elfoglalása elkerülhetetlennek tűnt, a védők kivonultak. Elfoglalását követően a szerb rádió és televízió Jajcát „felszabadított várossá” és „a szabad szerb köztársaság” részévé nyilvánította.

## Következmények

### Kivonulás és a vallási objektumok elpusztítása
Miután a VRS behatolt Jajcába, a HVO és az ARBiH kivonult a beszögelés többi részéből is Travnik irányába. Hozzájuk csatlakozott, 30 000 és 40 000 közötti menekültből álló oszlopot alkotva, Jajca polgári lakossága is. A menekültoszlop 16 kilométeren át húzódott, kiszolgáltatva a VRS-mesterlövészeinek és ágyúzásának. Külföldi megfigyelők ezt a boszniai háború „legnagyobb és legnyomorultabb exodusaként” írták le. Travnikba érkezésükkor a menekülteket az UNHCR munkatársai látták el, akiket az UNPROFOR csapatai segítettek. Közülük legalább heten haltak meg a travniki kórházban, és körülbelül 60-at láttak el sérülésekkel. Körülbelül 20 000 jajcai bosnyák menekültet telepítettek át Bosznia középső részére, így több új ARBiH-dandár számára biztosítottak létszámot. A horvát menekültek a Bosznia középső részén élő bosnyákok és horvátok közötti növekvő feszültség, valamint Travnik túlzsúfoltsága miatt Horvátország felé tartottak. Novemberre Jajca háború előtti lakossága 45 000-ről néhány ezerre csökkent. A bosnyákok a lakosság 39 százalékát, a horvátok 35 százalékát, a szerbek pedig 19 százalékát tették ki korábban.
Az elfoglalást követő hetekben Jajcán az összes mecsetet és római katolikus templomot lerombolták, megtorlásul amiatt, hogy a HVO október közepén lerombolta a város egyetlen szerb ortodox kolostorát. A VRS a város ferences kolostorát börtönné alakította, levéltárát, múzeumi gyűjteményeit és műalkotásait pedig kifosztották; a kolostor temploma teljesen elpusztult. 1992-re Jajcában minden vallási épület elpusztult, kivéve két mecsetet, amelyeket egy dombtetőn való veszélyes elhelyezkedésük alkalmatlanná tett a lebontásra.

### Utóhatások
Míg a HVO és az ARBiH közötti konfliktus nagyban hozzájárult Jajca védelmének gyengüléséhez, a város elfoglalásának a fő oka a VRS katonai fölénye volt. A csapatlétszám és a tűzerő előnye mellett a VRS állományának szervezettsége és műveleteinek tervezése jelentősen felülmúlta Jajca védőinek szervezési erőfeszítéseit. Jajca védelmének fő problémája az volt, hogy a várost két különálló parancsnoki struktúra védte, az egyik az ARBiH csapatai, a másik pedig az HVO egységei felett rendelkezett.
A humanitárius dolgozók és a külföldi katonai megfigyelők azt gyanították, hogy a horvátok szándékosan hagyták el Jajcát, valamint adták át a Korridor ’92 hadművelet során elvesztett területeket a VRS számára, cserébe a Dubrovniktól délre fekvő Prevlaka-félszigetért. Bár Horvátország és több nyugati diplomata tagadta ezt az állítást, David Owen, az Európai Közösség megbízottja sürgette az ENSZ-t, hogy vezessenek be szankciókat Horvátország ellen. A gyanút a Franjo Tuđman horvát elnök és Dobrica Ćosić jugoszláv elnök 1992. októberi a JNA-nak Prevlakából való kivonásáról kötött megállapodása táplálta. Azonban a JNA kivonulása horvát földről a Vance-tervnek is része volt, amelyet Horvátország és Jugoszlávia is elfogadott.
Nem világos, hogy ki vonult ki először Jajcából, és ez továbbra is a „kölcsönös vádaskodás” tárgya marad. A bosnyákok panaszkodtak, hogy a HVO okolható Jajca elvesztéséért, mivel az ő egységei vonultak ki először, amikor a VRS behatolt a városba. Ezzel szemben a boszniai horvát vezető, Božo Raić nyilvánosan panaszkodott az ARBiH közép-boszniai magatartása miatt, és az ARBiH szélsőségeseit hibáztatta Jajca utánpótlásának akadályozásáért. Álláspontját a Večernji című horvát napilap közölte. Az újság konfrontatív álláspontra helyezkedett a bosnyákokkal kapcsolatban, miközben fenntartotta, hogy a bosnyák vezetés nem volt teljesen horvátellenes. A horvát–bosnyák kapcsolatok fokozatosan romlottak meg, ami 1993-ban a horvát–bosnyák háborúhoz vezetett. 1993 októberében a VRS vezérőrnagya, Momir Talić, az 1. Krajinai hadtest parancsnoka a Vrbas '92 hadművelet során azt mondta, hogy Jajca elfoglalása volt az első lépés a boszniai horvátok és bosnyákok közötti szövetség felszámolásában. A horvát–bosnyák szakadékot sikerült orvosolni az 1994 márciusában aláírt washingtoni egyezmény előtt, de nem teljesen. Miután a HVO 1995. szeptember 13-án a HV által vezetett Misztrál 2 hadműveletben visszafoglalta Jajcát, a várost horvátosították és a bosnyák menekülteket nem engedték vissza. 1998-ra a legtöbb horvát menekült visszatért Jajcába, míg a bosnyákok közül csak 5000 tért vissza.
Az ARBiH és a HVO Jajca védelmében 103 katonát veszített; további 492-en megsebesültek, öten pedig eltűntek.[52] 2008-ban a bosznia-hercegovinai ügyészség 23 bosnyák civil meggyilkolására és számos másik megsebesítésére hivatkozva, vádat emelt a VRS két tagjával szemben 1992 szeptemberében bosnyákok ellen elkövetett háborús bűnök miatt. 2010-ben az ügyészség nyomozást indított az ARBiH, a HVO és a HOS hét tagja ellen, azzal a gyanúval, hogy 1992. május 27. és október 29. között háborús bűncselekményt követtek el 35 szerb civil ellen, akik közül legalább 15 embert gyilkoltak meg.

## Fordítás
- Ez a szócikk részben vagy egészben  az   Operation Vrbas '92 című angol Wikipédia-szócikk ezen változatának fordításán alapul.  Az eredeti cikk szerkesztőit annak laptörténete sorolja fel. Ez a jelzés csupán a megfogalmazás eredetét és a szerzői jogokat jelzi, nem szolgál a cikkben szereplő információk forrásmegjelöléseként.